# Pierre Davity
Pierre Davity, ou d’Avity, sieur de Montmartin, né à Tournon-sur-Rhône le 13 août 1573, mort à Paris le 2 mars 1635, est un militaire, écrivain, historien et géographe français de la période pré-classique et classique de la France du XVIIe siècle.

## Biographie
Pierre Davity, ou d'Avity, est issu d'une famille noble dont le blason est « de gueules, à une tour d'argent donjonnée de même, massonnée de sable, terrassée de sinople ». Ses parents sont Antoine Davity et Marguerite de Lestang. Il est né à Tournon le 13 août 1573.
Il commence par aller au célèbre collège de jésuites de sa ville natale, l'actuel lycée Gabriel-Faure. Puis il étudie le droit à Toulouse. Il écrit des poèmes, dont la plupart sont rassemblés dans Les Travaux sans travail, parus pour la première fois à Paris en 1599. Le titre a été choisi pour exprimer combien il lui a été agréable de composer son ouvrage.
Il choisit de faire une carrière militaire. En 1606, il est au siège de Rheinberg dans l'armée des États des Pays-Bas. Puis il sert le roi de France sous le commandement du connétable de Lesdiguières. Il voyage en Italie en 1620, puis en Allemagne en 1626. Il épouse Madeleine de Fassion, et a un fils, Claude, qui sera conseiller-maître à la chambre des comptes.
Il a l'idée d'écrire une sorte d'encyclopédie sur l'histoire et la géographie de la France, puis du monde, publiée pour la première fois vers 1613. Au début, il s'agissait d'un seul gros volume in-quarto. Il a été enrichi au fil des années, par lui-même, puis par François Ranchin, et Jean-Baptiste de Rocoles, pour constituer quatre, et même six volumes. Hormis un frontispice gravé représentant l'hommage à Louis XIII des allégories des quatre parties du monde, cet ouvrage ne comporte pas de carte ni d'image, seulement du texte. Il est divisé en plusieurs parties dénommées « discovrs », une pour chaque pays ou région géographique. De très nombreuses rééditions ont eu lieu, témoignant de son grand succès. Il y a même eu des contrefaçons.
Pierre Davity passe les dernières années de sa vie à Paris, où il meurt le 2 mars 1635.

## Sommaire duDiscovrs de l'estat dv royaume de Francedans l'édition de 1627
1. Source du nom de Gaule, & quels pays elle comprenoit anciènement, selon Cesar & Ptolomee: les Gaulois appellez Celtes, & du nom de Gaule changé en France: sa division ancienne, selon Cesar.

2. Description de la France, selon l'Estat moderne, sa longitude, largeur & limites.

3. Diuision de la France, selon ses Parlements & Dioceses.

4. Ample description des Prouinces de France, & premièrement de la Picardie, & des pays qui restent au Rey de l'ancienne Gaule Belgique.

5. De la Gaule Celtique: de la Preuosté & Vicomté de Paris, de sa diuision: description de Paris: de l'Isle de France: de la ville de S. Denys, Poissy, S. Germain en Laye, du pays Vexin, & celuy de Valois, de Hurepois, Gastinois, Beausse, & de toutes les autres Prouinces du Royaume.

6. Nombre des villes, Caps, forests & riuieres principales de France.

7. Fertilité des Prouinces de France & de la qualité diuerse d'icelles, en quoy elles abondent.

8. Coustume des anciens Gaulois de porter longs cheueux, studieux de l'eloquence, adoroient Mercure & Hercules Ognien, immoloient des hommes aux sacrifices.

9. Druides, instructeurs de la ieunesse Gauloise, & administrateurs de la Iustice; de leurs coustumes, sacrifices & loix.

10. Gaulois redoutables en guerre à toute nation, & de quelles armes ils vsoient, & leur façon de proceder aux batailles.

11. Habillemens des anciens Gaulois, leur viure & forme de leur funerailles.

12. Naturel & mœurs des Parisiens, & de tous les peuples du Royaume.

13. Mœurs & naturel en general du peuple François.

14. Ciuilité de la Noblesse Françoise, & quels ses exercices en temps de paix.

15. Richesse du Royaume de France d'où procedent.

16. Reuenu des Rois de France à quoy se monte.

17. Taille ordinaire d'vne annee à quoy se monte en France.

18. Forces de France sur mer, quelles.

19. Nombre des Compagnies de gens de Cheval entretenuës maintenant en France.

20. Infanterie Françoise, quelle, & le nombre des Compagnies de gens de pied entretenuës à présent.

21. Artillerie Françoise reduite toute à vne forme commune, & quelle longueur a le Canon de France.

22. Denombrement des forteresses & meilleures places de France.

23. Royaume de France successif, non electif, & les masles admis à la Couronne, & non les femelles.

24. Priuileges & authoritez des Roynes de France.

25. Forme ancienne & moderne du sacre & Couronnement des Roys de France.

26. Origine & institution des Pairies & Pairs de France, de l'erection d'iceux, de la reunion des anciennes Pairies, des Comtez, Marquisats &  Baronnies erigées en Duchez & Pairies, de leur subsistence à présent & extinction d'aucunes.

27. Des grands dignitaires & Officiers de l'Estat & Couronne de France.

28. De la maison du Roy & des Officiers d'icelle.

29. Des Officiers du Conseil Priué du Roy.

30. Du Parlement de Paris, de son establissement, grandeur & authorité.

31. De la Chambre des Comptes, Cour des Aydes & autres Compagnies souveraines pour la Iustice du Royaume de France.

32. Denombrement des Presidiaux, Bailliages & Sieges estans sous chaque Parlement de France.

33. Denombrement des Dioceses de France & des Paroisses que chaque Diocese comprend.

34. De la Religion professee en France.

35. Catalogue des Roys de France, & leur regne.

## Publications
- Les Travaux sans travail, Paris, 1599, 1602 ; Lyon, 1601 ; Rouen, 1609, in-12 (texte en ligne).
- Panégyrique à M. Desdiguières, maréchal de France, Lyon, 1611, in-8
- Bannissement des folles amours, Lyon, 1618, in-12.
- Arret de mort exécute en la personne de Jean Giullot, Lyonais, architect, duement convaincu de l'horrible calomnie par lui imposé à ceux de La Rochelle, Lyon, 1624.
- Les Estats et empires du monde, parus avec des titres qui varient un peu de 1613 à 1635, puis continués par Ranchin et Rocoles jusque vers 1660.